# Lijst van voetbalinterlands Bolivia - Venezuela
Deze lijst van voetbalinterlands is een overzicht van alle officiële voetbalwedstrijden tussen de nationale teams van Bolivia en Venezuela. De Zuid-Amerikaanse landen speelden tot op heden 42 keer tegen elkaar. De eerste ontmoeting, een vriendschappelijke wedstrijd, werd gespeeld in Bogota (Colombia) op 11 augustus 1938. Het laatste duel, een kwalificatiewedstrijd voor het Wereldkampioenschap voetbal 2026, vond plaats op 6 juni 2025 in Maturín.

## Wedstrijden
| №  | Plaats                  | Datum            | Competitie           | Wedstrijd           | Uitslag |
| -- | ----------------------- | ---------------- | -------------------- | ------------------- | ------- |
| 1  | Bogota                  | 11 augustus 1938 | Vriendschappelijk    | Bolivia – Venezuela | 3 – 1   |
| 2  | Lima                    | 6 januari 1948   | Vriendschappelijk    | Bolivia – Venezuela | 2 – 2   |
| 3  | Montevideo              | 28 januari 1967  | Copa América 1967    | Venezuela – Bolivia | 3 – 0   |
| 4  | Manaus                  | 21 juni 1972     | Vriendschappelijk    | Bolivia – Venezuela | 2 – 2   |
| 5  | Caracas                 | 6 maart 1977     | WK 1978 kwalificatie | Venezuela – Bolivia | 1 – 3   |
| 6  | La Paz                  | 13 maart 1977    | WK 1978 kwalificatie | Bolivia – Venezuela | 2 – 0   |
| 7  | La Paz                  | 15 februari 1981 | WK 1982 kwalificatie | Bolivia – Venezuela | 3 – 0   |
| 8  | Caracas                 | 15 maart 1981    | WK 1982 kwalificatie | Venezuela – Bolivia | 1 – 0   |
| 9  | Caracas                 | 25 februari 1985 | Vriendschappelijk    | Venezuela – Bolivia | 5 – 0   |
| 10 | Santa Cruz              | 21 april 1985    | Vriendschappelijk    | Bolivia – Venezuela | 4 – 1   |
| 11 | Ciudad Guayana          | 18 juli 1993     | WK 1994 kwalificatie | Venezuela – Bolivia | 1 – 7   |
| 12 | La Paz                  | 22 augustus 1993 | WK 1994 kwalificatie | Bolivia – Venezuela | 7 – 0   |
| 13 | Sucre                   | 3 april 1995     | Vriendschappelijk    | Bolivia – Venezuela | 0 – 0   |
| 14 | Valera                  | 18 juni 1995     | Vriendschappelijk    | Venezuela – Bolivia | 1 – 3   |
| 15 | La Paz                  | 7 juli 1996      | WK 1998 kwalificatie | Bolivia – Venezuela | 6 – 1   |
| 16 | Valera                  | 8 juni 1997      | WK 1998 kwalificatie | Venezuela – Bolivia | 1 – 1   |
| 17 | La Paz                  | 12 juni 1997     | Copa América 1997    | Bolivia – Venezuela | 1 – 0   |
| 18 | Sucre                   | 25 augustus 1999 | Vriendschappelijk    | Bolivia – Venezuela | 0 – 0   |
| 19 | Maracaibo               | 16 maart 2000    | Vriendschappelijk    | Venezuela – Bolivia | 0 – 0   |
| 20 | San Cristóbal           | 28 juni 2000     | WK 2002 kwalificatie | Venezuela – Bolivia | 4 – 2   |
| 21 | La Paz                  | 3 juni 2001      | WK 2002 kwalificatie | Bolivia – Venezuela | 5 – 0   |
| 22 | Caracas                 | 21 augustus 2002 | Vriendschappelijk    | Venezuela – Bolivia | 2 – 0   |
| 23 | Maracaibo               | 18 november 2003 | WK 2006 kwalificatie | Venezuela – Bolivia | 2 – 1   |
| 24 | Trujillo                | 12 juli 2004     | Copa América 2004    | Venezuela – Bolivia | 1 – 1   |
| 25 | La Paz                  | 29 maart 2005    | WK 2006 kwalificatie | Bolivia – Venezuela | 3 – 1   |
| 26 | San Cristóbal           | 26 juni 2007     | Copa América 2007    | Venezuela – Bolivia | 2 – 2   |
| 27 | San Cristóbal           | 20 november 2007 | WK 2010 kwalificatie | Venezuela – Bolivia | 5 – 3   |
| 28 | Puerto La Cruz          | 26 maart 2008    | Vriendschappelijk    | Venezuela – Bolivia | 0 – 1   |
| 29 | La Paz                  | 6 juni 2009      | WK 2010 kwalificatie | Bolivia – Venezuela | 0 – 1   |
| 30 | Santa Cruz de la Sierra | 7 oktober 2010   | Vriendschappelijk    | Bolivia – Venezuela | 1 – 3   |
| 31 | San Cristóbal           | 15 november 2011 | WK 2014 kwalificatie | Venezuela – Bolivia | 1 – 0   |
| 32 | La Paz                  | 7 juni 2013      | WK 2014 kwalificatie | Bolivia − Venezuela | 1 − 1   |
| 33 | San Cristóbal           | 14 augustus 2013 | Vriendschappelijk    | Venezuela − Bolivia | 2 − 2   |
| 34 | La Paz                  | 18 november 2014 | Vriendschappelijk    | Bolivia − Venezuela | 3 − 2   |
| 35 | La Paz                  | 12 november 2015 | WK 2018 kwalificatie | Bolivia – Venezuela | 4 – 2   |
| 36 | Maturín                 | 10 november 2016 | WK 2018 kwalificatie | Venezuela – Bolivia | 5 – 0   |
| 37 | Belo Horizonte          | 22 juni 2019     | Copa América 2019    | Bolivia – Venezuela | 1 − 3   |
| 38 | Caracas                 | 10 oktober 2019  | Vriendschappelijk    | Venezuela − Bolivia | 4 − 1   |
| 39 | La Paz                  | 3 juni 2021      | WK 2022 kwalificatie | Bolivia − Venezuela | 3 − 1   |
| 40 | Barinas                 | 28 januari 2022  | WK 2022 kwalificatie | Venezuela – Bolivia | 4 – 1   |
| 41 | El Alto                 | 5 september 2024 | WK 2026 kwalificatie | Bolivia − Venezuela | 4 – 0   |
| 42 | Maturín                 | 6 juni 2025      | WK 2026 kwalificatie | Venezuela – Bolivia | 2 – 0   |

## Samenvatting
| Competitie        | Totaal gespeeld | Winst Bolivia | Gelijk | Winst Venezuela | Doelsaldo Bolivia – Venezuela |
| ----------------- | --------------- | ------------- | ------ | --------------- | ----------------------------- |
| WK-kwalificatie   | 22              | 11            | 2      | 9               | 56 − 34                       |
| Copa América      | 5               | 1             | 2      | 2               | 5 − 9                         |
| Vriendschappelijk | 15              | 5             | 6      | 4               | 22 − 25                       |
| Totaal            | 42              | 17            | 10     | 15              | 83 − 68                       |

Wedstrijden bepaald door strafschoppen worden, in lijn met de FIFA, als een gelijkspel gerekend.

## Details

### Eerste ontmoeting
| Vriendschappelijk (Bogota, Colombia, 11 augustus 1938): |              | |
| Bolivia | 3 – 1        | Venezuela |
| Alfredo Molina 35' Alfredo Molina 48' Alfredo Molina 80' | goals        | 10' Hernán Mújica |
| | bondscoach   | |
| Vicente Arraya Conrado Angulo Segundo Durandal Alfredo Molina Hugo Gamarra Zenón González Mario Alborta Gerardo Peláez Luís Montoya Roberto Soto Rodolfo Plaza | opstellingen | ??' Ezequiel Machado Ramón Morales Teodardo Marcano Hernán Mújica Nicasio Camero Fernando Ríos Graciano Castillo Reinaldo Febres Leopoldo Márquez Roberto Andara Salas Lozada |
| | wissels      | ??' José Luis Candiales |

### Tweede ontmoeting
| Vriendschappelijk (Lima, Peru, 6 januari 1948): |       |                                      |
| Bolivia                                         | 2 – 2 | Venezuela                            |
| Zenón González 4' Zenón González 80'            | goals | 30' Pedro Terán 52' Gastón Monterola |

### Derde ontmoeting
| Copa América 1967 (Montevideo, Uruguay, 28 januari 1967):  |       |         |
| Venezuela                                                  | 3 – 0 | Bolivia |
| Humberto Scovino 59' Rafael Santana 67' Antonio Ravelo 84' | goals |         |

### Vierde ontmoeting
| Vriendschappelijk (Manaus, Brazilië, 21 juni 1972): |       |                                    |
| Bolivia                                             | 2 – 2 | Venezuela                          |
| Jaime Rimazza 5' Ramiro Blacutt 57'                 | goals | 15' Ramón Iriarte 49' Luis Mendoza |

### Vijfde ontmoeting
| WK 1978 kwalificatie (Caracas, Venezuela, 6 maart 1977): |       |                                                         |
| Venezuela                                                | 1 – 3 | Bolivia                                                 |
| Rafael Iriarte 86'                                       | goals | 5' Ovidio Mezza 76' Porfirio Jiménez 80' Miguel Aguilar |

### Zesde ontmoeting
| WK 1978 kwalificatie (La Paz, Bolivia, 13 maart 1977): |       |           |
| Bolivia                                                | 2 – 0 | Venezuela |
| Porfirio Jiménez 17' Carlos Aragonés 53'               | goals |           |

### Zevende ontmoeting
| WK 1982 kwalificatie (La Paz, Bolivia, 15 februari 1981): |              | |
| Bolivia | 3 – 0        | Venezuela |
| Miguel Aguilar 38' Carlos Aragonés 67' Jesús Reynaldo 84' | goals        | |
| Ramiro Blacutt | bondscoach   | Walter Roque |
| Carlos Jiménez Juan Carlos Trigo Erwin Espinoza Edgar Vaca Windsor del Llano Eduardo Angulo Erwin Romero Carlos Aragonés Carlos Borja 32' Gastón Taborga Miguel Aguilar | opstellingen | Vicente Vega Omar Ochoa Pedro Castro Pedro Acosta Emilio Campos René Torres 69' Juan José Scarpeccio Asdrúbal Sánchez Ángel Castillo Iván Garcia 90' William Castillo |
| Jesús Reynaldo 32' | wissels      | 69' Ordan Aguirre 90' Vicente Flores |
| Juan Carlos Trigo ??' Carlos Aragonés ??' | gele kaarten | ??' Vicente Vega ??' Juan José Scarpeccio ??' Ordan Aguirre |
| Eduardo Angulo 83' | rode kaarten | 83' Ángel Castillo |

### Achtste ontmoeting
| WK 1982 kwalificatie (Caracas, Venezuela, 15 maart 1981): |              | |
| Venezuela | 1 – 0        | Bolivia |
| Pedro Acosta 24' | goals        | |
| Walter Roque | bondscoach   | Ramiro Blacutt |
| Vicente Vega William Salas Pedro Castro Pedro Acosta Emilio Campos Carlos Marín 59' Víctor Filomeno Iván García Félix Gutiérrez Pedro Febles Mario Bosetti 51' | opstellingen | Carlos Jiménez Juan Carlos Trigo Edgar Vaca Edwin Espinoza Windsor Del Llano 75' Carlos Aragonés Hugo Villarroel 85' Erwin Romero Carlos Borja Gastón Taborga Miguel Aguilar |
| William Castillo 51' Ordan Aguirre 59' | wissels      | 75' Milton Melgar 85' Jorge Camacho |

### Negende ontmoeting
| Vriendschappelijk (Caracas, Venezuela, 25 februari 1985): |              | |
| Venezuela | 5 – 0        | Bolivia |
| Antonio Torres ??' Pedro Febles ??' Pedro Febles ??' Douglas Cedeño ??' Bernardo Añor ??'                                                                                      | goals        | |
| Walter Roque | bondscoach   | Carlos Rodríguez |
| César Baena Jorge Betancourt ??' Pedro Acosta René Torres Asdrúbal Sánchez Bernardo Añor ??' Gonzalo Landaeta Laureano Jaimes Pedro Febles ??' Richard Nada William Méndez ??' | opstellingen | Hebert Hoyos Eduardo Villegas Marco Herrera ??' Miguel Ángel Noro Roberto Pérez Carlos Borja Erwin Romero Óscar Ramírez Ramiro Castillo Fernando Salinas Víctor Hugo Antelo |
| Emilio Campos ??' Herbert Márquez ??' Nelson Carrero ??' Douglas Cedeño ??' | wissels      | ??' Marciano Saldias |

### Tiende ontmoeting
| Vriendschappelijk (Santa Cruz de la Sierra, Bolivia, 21 april 1985):                   |       |                   |
| Bolivia                                                                                | 4 – 1 | Venezuela         |
| Victor Hugo Antelo 2' Erwin Romero 5' (pen.) Erwin Romero 44' (pen.) Roly Paniagua 50' | goals | 56' Bernardo Añor |
| - Debuut van aanvaller Roly Paniagua voor Bolivia.                                     |       |                   |

### Elfde ontmoeting
| WK 1994 kwalificatie (Puerto Ordaz, Venezuela, 18 juli 1993): |              | |
| Venezuela | 1 – 7        | Bolivia |
| Oswaldo Palencia 14' | goals        | 25' Erwin Sánchez 37' Miguel Ángel Rimba 39' Luis Cristaldo 61' Luis Cristaldo 64' Erwin Sánchez 68' Luis Ramallo 70' Marco Etcheverry                                            |
| Ratomir Dujković | bondscoach   | Xabier Azkargorta |
| José Gómez Marcos Mathías 46' Sergio Hernández Alexander Echenique 31' Luis Morales Edson Rodríguez Miguel Enchenausi Oswaldo Palencia José Dolguetta Pedro Camacho Juan Enrique García | opstellingen | Darío Rojas Miguel Ángel Rimba Gustavo Quinteros Luis Cristaldo Marco Sandy Oscar Sánchez Carlos Borja Milton Melgar Julio César Baldivieso 85' Marco Etcheverry 76' Luis Ramallo |
| Ricardo Milillo 31' Stalin Rivas 46' | wissels      | 76' Juan Manuel Peña 85' Ramiro Castillo |

### Twaalfde ontmoeting
| WK 1994 kwalificatie (La Paz, Bolivia, 22 augustus 1993): |              | |
| Bolivia | 7 – 0        | Venezuela |
| Luis Ramallo 8' José Milton Melgar 58' Erwin Sánchez 69' Marco Antonio Sandy 75' Marco Etcheverry 78' Marco Etcheverry 82' José Milton Melgar 90'                              | goals        | |
| Xabier Azkargorta | bondscoach   | Ratomir Dujković |
| Carlos Trucco Carlos Borja Gustavo Quinteros Marco Sandy Miguel Ángel Rimba Luis Cristaldo Milton Melgar Johnny Villarroel 78' Marco Etcheverry Erwin Sánchez Luis Ramallo 67' | opstellingen | José Gómez Luis Filosa Sergio Hernández Edson Tortolero Carlos Contreras Leonardo González Leopoldo Páez Edson Rodríguez Miguel Echenausi 28' Juan García 46' Stalin Rivas |
| Álvaro Peña 67' Iván Castillo 78' | wissels      | 28' Carlos José García 85' Luis Morales |
| | gele kaarten | 13' Edson Tortolero 55' Leonardo González |

### Dertiende ontmoeting
| Vriendschappelijk (Bolivia, Brazilië, 3 april 1995): |              | |
| Bolivia | 0 – 0        | Venezuela |
| | goals        | |
| Antonio López | bondscoach   | Ratomir Dujković |
| Mauricio Soria Juan Carlos Ruíz Miguel Rimba Marco Sandy Luis Cristaldo José Milton Melgar Vladimir Soria Juan Carlos Chávez ??' Johnny Villarroel ??' Hebert Arandia ??' Luis Ramallo ??' | opstellingen | ??' Rafael Dudamel Alexander Hezzel Elvis Martínez Noel Sanvicente ??' Andrés Paz Gabriel Miranda Edson Tortolero Gerson Díaz Stalin Rivas ??' José Dolgetta ??' Juan Enrique García |
| Juan Carlos Rios ??' Franklin Flores ??' Raúl Gutiérrez ??' Demetrio Angola ??' | wissels      | ??' Danny Vigas ??' William González ??' Luis Filosa ??' Edson Rodríguez |
| - Debuut van Mauricio Soria, Juan Carlos Ruíz en Demetrio Angola voor Bolivia. - Eerste duel van Bolivia onder leiding van bondscoach Antonio López Habas.                                 |              | |

### Veertiende ontmoeting
| Vriendschappelijk (Valera, Venezuela, 18 juni 1995): |              | |
| Venezuela | 1 – 3        | Bolivia |
| Juan Enrique García 38' | goals        | 26' Luis Cristaldo 75' Demetrio Angola 82' Julio César Baldivieso |
| Lino Alonso | bondscoach   | Antonio López |
| Rafael Dudamel Alexander Hezzel Edson Tortolero Jesús Valbuena Elvis Martínez Sergio Hernández 80' Edson Rodríguez Gerson Díaz Gabriel Miranda 70' Diony Guerra Juan Enrique García | opstellingen | Mauricio Soria Robert Arteaga Luis Cristaldo Marco Sandy Miguel Rimba José Milton Melgar 81' Julio César Baldivieso Óscar Sánchez 46' Mauricio Ramos 60' Juan Berthy Suárez 46' Jaime Moreno |
| Leonardo González 70' Stalin Rivas 80' | wissels      | 46' Iván Castillo 46' Raúl Medeiros 60' Demetrio Angola 81' Carlos Borja |

### Vijftiende ontmoeting
| WK 1998 kwalificatie (La Paz, Bolivia, 7 juli 1996): |              | |
| Bolivia | 6 – 1        | Venezuela |
| Marco Antonio Sandy 4' Marco Etcheverry 41' Julio César Baldivieso 61' Milton Coimbra 67' Juan Berthy Suárez 78' Roly Paniagua 85'                                                                        | goals        | 65' Edson Tortolero |
| Dušan Drašković | bondscoach   | Rafael Santana |
| Carlos Trucco Juan Manuel Peña Marco Antonio Sandy Miguel Rimba Óscar Sánchez Gustavo Quinteros Milton Coimbra 68' Julio César Baldivieso Marco Antonio Etcheverry 74' Ramiro Castillo 75' Luis Cristaldo | opstellingen | Rafael Dudamel David McIntosh Luis Filosa Edson Tortolero Leonardo González Félix Hernández 46' Stalin Rivas 46' Sergio Hernández Luis Vera 46' Giovanni Savarese Diony Guerra |
| Jaime Moreno 68' Juan Berthy Suárez 74' Roly Paniagua 75' Marco Antonio Barrero Vladimir Soria Freddy Cossio Iván Castillo                                                                                | wissels      | 46' Carlos García 46' Gerson Diaz 46' Gabriel Urdaneta Felix Golindano José Luis Vallenilla Jesús Valiente Gabriel Miranda                                                     |
| Julio César Baldivieso 56' | gele kaarten | 35' Leonardo González 40' Giovanni Savarese 43' Sergio Hernández 88' Carlos García                                                                                             |

### Zestiende ontmoeting
| WK 1998 kwalificatie (Valera, Venezuela, 8 juni 1997): |              | |
| Venezuela | 1 – 1        | Bolivia |
| Giovanni Savarese 70' | goals        | 80' Ramiro Castillo |
| Eduardo Borrero | bondscoach   | Antonio López |
| Rafael Dudamel David McIntosh Alexander Echenique José Manuel Rey José Vallenilla Leonardo González Rafael Castellín Giovanni Savarese Gerson Díaz Gabriel Miranda 69' Juan Socorro 75' | opstellingen | Carlos Trucco Juan Manuel Peña Marco Sandy Vladimir Soria Luis Cristaldo Óscar Sánchez Marco Etcheverry 62' Sergio Castillo Ramiro Castillo 46' Julio César Baldivieso 46' Jaime Moreno |
| Andrew Páez 69' Gabriel Urdaneta 75' | wissels      | 46' Milton Coimbra 46' Limberg Gutiérrez 62' Iván Castillo |
| José Manuel Rey 10' Gerson Díaz 85' | gele kaarten | |
| | rode kaarten | 84' Ramiro Castillo |
| - Debuut van José Manuel Rey voor Venezuela. |              | |

### Zeventiende ontmoeting
| Copa América 1997 (La Paz, Bolivia, 12 juni 1997): |              | |
| Bolivia | 1 – 0        | Venezuela |
| Milton Coimbra 60' | goals        | |
| Antonio López | bondscoach   | Eduardo Borrero |
| Carlos Trucco Iván Castillo Juan Manuel Peña Marco Sandy Sergio Castillo 46' Miguel Rimba Luis Cristaldo Vladimir Soria Ramiro Castillo Limberg Gutiérrez 66' Milton Coimbra 70' | opstellingen | Rafael Dudamel David McIntosh José Manuel Rey Alexander Echenique Luis Vallenilla Gerson Díaz Leonardo González Gabriel Miranda 76' Juan Socorro 84' Rafael Castellín 58' Oswaldo Palencia |
| Erwin Sánchez 46' Milton Melgar 66' Jaime Moreno 70' | wissels      | 58' Robert Rodallegas 76' William González 84' Gabriel Urdaneta |
| Miguel Rimba 44' | gele kaarten | 9' José Manuel Rey 31' Juan Socorro 40' Luis Vallenilla |
| Juan Manuel Peña ??', ??' | rode kaarten | 25', 73' David McIntosh |

### Achttiende ontmoeting
| Vriendschappelijk (Sucre, Bolivia, 25 augustus 1999): |              | |
| Bolivia | 0 – 0        | Venezuela |
| | goals        | |
| Héctor Viera | bondscoach   | José Omar Pastoriza |
| José Carlos Fernández Renny Ribera Ronald Arana Percy Gil Lorgio Álvarez Sergio Castillo ??' Raúl Gutiérrez ??' Gonzalo Galindo Rubén Tufiño Líder Paz ??' Milton Coimbra | opstellingen | Manuel Sanhouse Leopoldo Jiménez Rolando Álvarez Miguel Mea Vitali Jorge Rojas ??' José Ricardo Duno Jesús Vera Héctor Bidoglio ??' Gabriel Urdaneta ??' Juan Enrique García ??' Christian Casseres |
| Richard Uriona ??' Carlos Cárdenas ??' Róger Suárez ??' | wissels      | ??' Gerson Chacón ??' Alexander Rondón ??' Jorge Giraldo ??' Juan Arango |
| - Debuut van Carlos Cárdenas en Líder Paz voor Bolivia. |              | |

### Negentiende ontmoeting
| Vriendschappelijk (Maracaibo, Venezuela, 16 maart 2000): |              | |
| Venezuela | 0 – 0        | Bolivia |
| | goals        | |
| José Omar Pastoriza | bondscoach   | Carlos Aragonés |
| Rafael Dudamel Leonel Vielma José Manuel Rey Rolando Álvarez 46' Alexander Becerra Jesús Vera Didier Sanabria 62' Héctor Bidoglio Gabriel Urdaneta Juan García 46' José Ochoa 67' | opstellingen | Mauricio Soria Renny Ribera Oscar Sánchez Miguel Ángel Rimba Marcelo Carballo Richard Rojas Raúl Justiniano 80' Gonzalo Galindo Raúl Gutiérrez 57' Limberg Gutiérrez Roger Suárez |
| José Francisco González 46' Fernando Martínez 46' Jorge Rojas 62' Jorge Giraldo 67'                                                                                               | wissels      | 57' Tomás Gutiérrez 80' Sergio Castillo |
| Gabriel Urdaneta 45' Leonel Vielma 52' | gele kaarten | 40' Miguel Ángel Rimba 45' Gonzalo Galindo |
| - Debuut van Leonel Vielma, José Valentín Ochoa en Didier Sanabria voor Venezuela. - Debuut van Raúl Gutiérrez en Sergio Castillo voor Bolivia.                                   |              | |

### Twintigste ontmoeting
| WK 2002 kwalificatie (San Cristóbal, Venezuela, 28 juni 2000): |              | |
| Venezuela | 4 – 2        | Bolivia |
| Miguel Mea Vitali 24' Ruberth Morán 38' Giovanni Savarese 61' Edson Tortolero 68' (pen.) | goals        | 49' Jaime Moreno 58' Julio César Baldivieso |
| José Omar Pastoriza | bondscoach   | Carlos Aragonés |
| Gilberto Angelucci Jesús Giménez José Francisco González Wilfredo Alvarado Elvis Martínez Gabriel Urdaneta 90' Alberto Farías Edson Tortolero Miguel Mea Vitali Ruberth Morán Giovanni Savarese 72' | opstellingen | José Carlos Fernández Renny Ribera 80' Marco Etcheverry Juan Manuel Peña Marco Sandy Iván Castillo Luis Cristaldo Erwin Sánchez Julio César Baldivieso 73' Walter Suárez 46' Joaquín Botero |
| Joel Galán 72' Miguel Echenausi 90' | wissels      | 46' Jaime Moreno 73' Ronald García 80' Gonzalo Galindo |
| Joel Galán 85' | gele kaarten | 45' Iván Castillo 86' Julio César Baldivieso |
| Ruberth Morán 48', 62' | rode kaarten | 41', 69' Luis Cristaldo |

### 21ste ontmoeting
| WK 2002 kwalificatie (La Paz, Bolivia, 3 juni 2001): |              | |
| Bolivia | 5 – 0        | Venezuela |
| Julio César Baldivieso 32' Joaquín Botero 35' Raúl Justiniano 38' Joaquín Botero 50' Julio César Baldivieso 68'                                                              | goals        | |
| Carlos Aragonés | bondscoach   | Richard Páez |
| Carlos Arias Juan Manuel Peña Raúl Justiniano 85' Luis Ribeiro Franz Calustro Joaquín Botero Julio César Baldivieso 88' Líder Paz 72' Juan García Ronald Raldés Percy Colque | opstellingen | Manuel Sanhouse José Vallenilla Rafael Mea Vitali 53' José Manuel Rey Elvis Martínez Miguel Mea Vitali Luis Vera Héctor González 42' Ricardo Páez Alexander Rondón 67' Juan Arango |
| Carlos Cárdenas 72' Richard Rojas 85' Darwin Peña 88' | wissels      | 42' Leopoldo Jiménez 53' Wilfredo Alvarado 67' Cristian Cásseres |
| Juan García 13' | gele kaarten | 16' Manuel Sanhouse 50' José Vallenilla |
| - Debuut van doelman Carlos Erwin Arias voor Bolivia. |              | |

### 22ste ontmoeting
| Vriendschappelijk (Caracas, Venezuela, 21 augustus 2002): |              | |
| Venezuela | 2 – 0        | Bolivia |
| Daniel Noriega 17' Héctor González 20' | goals        | |
| Richard Páez | bondscoach   | Vladimir Soria |
| Gilberto Angelucci Luis José Vallenilla Leonel Vielma Wilfredo Alvarado 88' Jorge Rojas Leopoldo Jiménez Luis Vera Ricardo Páez 63' Héctor González 46' Ruberth Morán 73' Daniel Noriega 65' | opstellingen | Carlos Arias 46' Luis Gatty Ribeiro 46' Eduardo Jiguchi Marco Sandy Oscar Sánchez Percy Colque Rubén Tufiño Limberg Gutiérrez 46' Marco Etcheverry Joaquín Botero José Castillo |
| Giovanny Pérez 46' Carlos Bravo 63' Juan Enrique García 65' Wilfredo Moreno 73' José Manuel Rey 88'                                                                                          | wissels      | 46' Richard Rojas 46' Miguel Hoyos 46' Gonzalo Galindo |
| - Eerste wedstrijd van Bolivia onder leiding van Vladimir Soria. |              | |

### 23ste ontmoeting
| WK 2006 kwalificatie (Maracaibo, Venezuela, 18 november 2003): |              | |
| Venezuela | 2 – 1        | Bolivia |
| José Manuel Rey 90' Juan Arango 90+2' | goals        | 60' Joaquín Botero |
| Richard Páez | bondscoach   | Nelson Acosta |
| Gilberto Angelucci Luis José Vallenilla José Manuel Rey Alejandro Cíchero Jonay Hernández 61' Leopoldo Jiménez Juan Arango Ricardo Páez Gabriel Urdaneta Daniel Noriega 51' Ruberth Morán 59' | opstellingen | Leonardo Fernández Juan Carlos Paz Luis Gatti Ribeiro 80' Ronald Raldes Óscar Sánchez Lorgio Álvarez Raúl Justiniano Leonel Reyes 70' Roger Suárez 65' Miguel Mercado Joaquín Botero |
| Wilfredo Moreno 51' Alexander Rondón 59' Jorge Rojas 61' | wissels      | 65' José Vaca 70' Limberg Méndez 80' Marco Sandy |
| Leopoldo Jiménez 59' | gele kaarten | 15' Luis Gatty Ribeiro 83' Leonardo Fernández |

### 24ste ontmoeting
| Copa América 2004 (Trujillo, Peru, 12 juli 2004): |              | |
| Venezuela | 1 – 1        | Bolivia |
| Ruberth Morán 27' | goals        | 33' Gonzalo Galindo |
| Richard Páez | bondscoach   | Ramiro Blacutt |
| Gilberto Angelucci Luis Vallenilla José Manuel Rey Alejandro Cichero Jonay Hernández Andrée González 75' Ricardo Páez Leopoldo Jiménez Juan Arango Ruberth Morán 58' Massimo Margiotta 65' | opstellingen | Leonardo Fernández Sergio Jáuregui Ronald Raldes Ronald Arana Lorgio Álvarez Gonzalo Galindo Limberg Gutiérrez 22' Limbert Pizarro 60' Miguel Mercado Joaquín Botero 71' Roger Suárez |
| Alexander Rondón 58' Héctor González 65' Leonel Vielma 75' | wissels      | 22' Ruben Tufiño 60' Juan Carlos Arce 71' Wálter Flores |
| Andrée González 53' Alexander Rondón 85' | gele kaarten | 58' Miguel Mercado |

### 25ste ontmoeting
| WK 2006 kwalificatie (La Paz, Bolivia, 29 maart 2005):          |       |                         |
| Bolivia                                                         | 3 – 1 | Venezuela               |
| Alejandro Cichero 2' (e.d.) José Castillo 25' Joselito Vaca 84' | goals | 71' Giancarlo Maldonado |

### 26ste ontmoeting
| Copa América 2007 (San Cristóbal, Venezuela, 26 juni 2007): |              | |
| Venezuela | 2 – 2        | Bolivia |
| Giancarlo Maldonado 21' Ricardo Páez 56' | goals        | 39' (e.d.) Alejandro Cichero 84' Juan Carlos Arce |
| Richard Páez | bondscoach   | Erwin Sánchez |
| Renny Vega Héctor González José Manuel Rey Alejandro Cichero Jorge Rojas Luis Vera Miguel Mea Vitali Ricardo Páez 73' Juan Arango Fernando De Ornelas 60' Giancarlo Maldonado 78' | opstellingen | Sergio Galarza Miguel Hoyos Ronald Raldés Juan Manuel Peña 60' Lorgio Álvarez Ronald García Leonel Reyes Gualberto Mojica 71' Joselito Vaca Juan Carlos Arce 74' Jaime Moreno |
| Alejandro Guerra 60' Leonel Vielma 73' José Torrealba 78' | wissels      | 60' Darwin Peña 71' Gonzalo Galindo 74' Diego Cabrera |
| Jorge Rojas 24' | gele kaarten | 11' Leonel Reyes |

### 27ste ontmoeting
| WK 2010 kwalificatie (San Cristóbal, Venezuela, 20 november 2007):                                               |       |                                                            |
| Venezuela | 5 – 3 | Bolivia                                                    |
| Daniel Arismendi 20' Daniel Arismendi 40' Alejandro Guerra 81' Giancarlo Maldonado 89' Giancarlo Maldonado 90+1' | goals | 19' Marcelo Moreno 27' Juan Carlos Arce 77' Marcelo Moreno |

### 28ste ontmoeting
| Vriendschappelijk (Puerto La Cruz, Venezuela, 26 maart 2008): |       |                            |
| Venezuela                                                     | 0 – 1 | Bolivia                    |
|                                                               | goals | 80' (e.d.) Gabriel Cichero |

### 29ste ontmoeting
| WK 2010 kwalificatie (La Paz, Bolivia, 6 juni 2009): |       |                          |
| Bolivia                                              | 0 – 1 | Venezuela                |
|                                                      | goals | 33' (e.d.) Ronald Rivero |

### 30ste ontmoeting
| Vriendschappelijk (Santa Cruz, Bolivia, 7 oktober 2010): |       |                                                             |
| Bolivia                                                  | 1 – 3 | Venezuela                                                   |
| Marcelo Moreno 53'                                       | goals | 10' Angel Chourio 28' Oswaldo Vizcarrondo 37' Angel Chourio |

### 31ste ontmoeting
| WK 2014 kwalificatie (San Cristóbal, Venezuela, 15 november 2011): |              | |
| Venezuela | 1 – 0        | Bolivia |
| Oswaldo Vizcarrondo 24' | goals        | |
| César Farías | bondscoach   | Gustavo Quinteros |
| Renny Vega Roberto Rosales Oswaldo Vizcarrondo Fernando Amorebieta Gabriel Cichero Tomás Rincón Julio Álvarez 72' César González 62' Juan Arango José Rondón Giancarlo Maldonado 78' | opstellingen | Carlos Arias Cristián Vargas Ronald Rivero Ronald Raldes Luis Gutiérrez 59' Ronald Segovia Jaime Robles José Luis Chávez 78' Rudy Cardozo 59' Pablo Escobar Marcelo Moreno |
| Frank Feltscher 62' Franklin Lucena 72' Rolf Feltscher 78' | wissels      | 46' Jhasmani Campos 59' Juan Carlos Arce 78' Augusto Andaveris |
| José Rondón 19' César González 52' Faryd Mondragón 70' Jorge Bermúdez 86' | gele kaarten | 63' Jhasmani Campos 65' Jaime Robles 87' Marcelo Moreno |

### 32ste ontmoeting
| WK 2014 kwalificatie (La Paz, Bolivia, 7 juni 2013): |              | |
| Bolivia | 1 – 1        | Venezuela |
| Jhasmani Campos 86' | goals        | 58' Juan Arango |
| Xabier Azkargorta | bondscoach   | César Farías |
| Sergio Galarza Ronald Raldes 74' Ronald Eguino Edward Zenteno Alejandro Chumacero Rudy Cardozo Walter Veizaga Carlos Saucedo Marcelo Moreno 64' Juan Arce Daniel Chávez 46' | opstellingen | Renny Vega Roberto Rosales Grenddy Perozo Gabriel Cichero Tomás Rincón 71' César González Agnel Flores 81' Juan Arango Luis Seijas Josef Martínez 65' Richard Blanco |
| Gualberto Mojica 46' Eduardo Fierro 64' Jhasmani Campos 74' | wissels      | 65' Evelio Hernández 71' Alexander González 81' Rolf Feltscher |
| Juan Arce 34' Ronald Eguino 90' | gele kaarten | |

### 33ste ontmoeting
| Vriendschappelijk (San Cristóbal, Venezuela, 14 augustus 2013): |              | |
| Venezuela | 2 – 2        | Bolivia |
| Josef Martínez 16' Yohandry Orozco 84' | goals        | 18' Rudy Cardozo 71' José Luis Chávez |
| César Farías | bondscoach   | Xabier Azkargorta |
| Dani Hernández Oswaldo Vizcarrondo Roberto Rosales Alexander González Gabriel Cichero Franklin Lucena 71' César González 62' Agnel Flores 46' Juan Arango José Rondón Josef Martínez | opstellingen | 46' Sergio Galarza Edward Zenteno Edemir Rodríguez Ronald Raldes Abraham Cabrera Marvin Bejarano 55' Walter Veizaga 77' José Luis Chávez 88' Rudy Cardozo 62' Pedro Azogue 80' Juan Carlos Arce |
| Tomás Rincón 46' Yohandry Orozco 62' Fernando Aristeguieta 71' | wissels      | 46' Daniel Vaca 55' Danny Bejarano 62' Jaime Arrascaita 77' Miguel Ríos 80' Rodrigo Ramallo 88' Vladimir Castellón                                                                              |
| | gele kaarten | 43' Walter Veizaga 67' Jaime Arrascaita 69' José Luis Chávez 90' Daniel Vaca |
| Juan Arango 89' | rode kaarten | |

### 34ste ontmoeting
| Vriendschappelijk (La Paz, Bolivia, 18 november 2014): |              | |
| Bolivia | 3 – 2        | Venezuela |
| Ronald Raldes 41' Damián Lizio 53' Juan Arce 87' | goals        | 39' Wilker Ángel 70' Alexander González |
| Néstor Clausen | bondscoach   | Noel Sanvicente |
| Romel Quiñónez Ronald Raldes Alejandro Morales Alejandro Meleán 68' Miguel Hurtado Luis Gutiérrez Damián Lizio 75' Alejandro Chumacero 46' Carlos Saucedo 84' Rodrigo Ramallo 46' Juan Arce | opstellingen | Dani Hernández 88' Alexander González Gabriel Cichero Wilker Ángel Oswaldo Vizcarrondo 66' Juan Arango 61' Rafael Acosta Luis Seijas Franklin Lucena 84' Mário Rondon 81' Josef Martínez |
| Damir Miranda 46' Marcelo Moreno 46' José Chávez 68' Joselito Vaca 75' Rodrigo Vargas 84'                                                                                                   | wissels      | 61' Rómulo Otero 66' Miku 81' Yohandry Orozco 84' Emilio Rentería 88' Francisco Carabalí                                                                                                 |
| Ronald Raldes 12' Alejandro Meleán 46' Marcelo Moreno 72' | gele kaarten | 29' Juan Arango 46' Oswaldo Vizcarrondo |
| - Debuut van Wilker Ángel (Deportivo Táchira) voor Venezuela. |              | |